# Tolterodin
Tolterodine (Detrol, Detrusitol) je antimuskarinski lek, koji se koristi za tretiranje urinarne inkontinencije. Ovaj lek prodaje kompanija Pfizer u Kanadi i Sjedinjenim Državama pod brand imenom Detrol.

## Upotreba
Prekomerna aktivnost detrusora (kontrakcije mišića mokraćne bešike) je najčešća forma urinarne inkontinencije starijih osoba. Ona je karakterisana neinhibiranim kontrakcijama bešike, što uzrokuje nekontrolisani nagon za pražnjenjem. Urinarna frekvencija, nagonska inkontinencija i noćna inkontinencija se javljaju. Abnormalne kontrakcije bešike koje se podudaraju sa potrebom pražnjenja se mogu meriti putem urodinamičkih studija. Tretman je treniranje bešike ili primena lekova koji inhibiraju kontrakcije bešike, kao što su oksibutinin i tolterodin.

## Spoljašnje veze
- Detrol
- Tolterodin

|  | Molimo Vas, obratite pažnju na važno upozorenje u vezi sa temama iz oblasti medicine (zdravlja). |